# 金馬獎觀眾票選最佳影片
金馬獎觀眾票選最佳影片，是由財團法人中華民國電影事業發展基金會的臺北金馬影展執行委員會在臺灣舉辦的非正式競賽電影獎項，自1992年起，依據觀眾票選結果，給予年度最出色的華語電影中觀眾票選最佳影片。

## 得獎者

### 觀眾票選最佳影片（第29屆-至今）
| 年份 （屆數）   | 片名               | 是否同時獲最佳劇情片 | 出品公司 |
| --------------- | ------------------ | -------------------- | --- |
| 1992 （第29屆） | 《無言的山丘》     | 獲獎                 | 中影公司 |
| 1993 （第30屆） | 《囍宴》           | 獲獎                 | 三一公司 嘉禾電影股份有限公司                                                                                              |
| 1994 （第31屆） | 《多桑》           | 提名                 | 長澍 龍祥公司 |
| 1995 （第32屆） | 《女人四十》       | 獲獎                 | 嘉禾公司 |
| 1997 （第34屆） | 《一隻鳥仔哮啾啾》 | 提名                 | 藝舍公司 |
| 1998 （第35屆） | 《玻璃之城》       | 提名                 | 藝神集團公司 嘉禾公司 |
| 1999 （第36屆） | 《黑暗之光》       | 提名                 | 張作驥電影工作室 葉綠素國際公司                                                                                            |
| 2000 （第37屆） | 《西洋鏡》         | 提名                 | 中影公司 德國Road Movies 美國子安製片廠 北京電影製片廠                                                                     |
| 2001 （第38屆） | 《藍宇》           | 提名                 | 奧美國際管理公司 |
| 2002 （第39屆） | 《美麗時光》       | 獲獎                 | 張作驥電影工作室 |
| 2003 （第40屆） | 《無間道》         | 獲獎                 | 寰亞電影有限公司 |
| 2004 （第41屆） | 《新警察故事》     | 未入圍               | 英皇影業有限公司 中國電影集團公司                                                                                          |
| 2005 （第42屆） | 《面子》           | 未入圍               | 博偉電影股份有限公司 |
| 2006 （第43屆） | 《放·逐》          | 提名                 | 寰亞電影 |
| 2007 （第44屆） | 《落葉歸根》       | 提名                 | 星皓娛樂有限公司 北京金強盛世文化傳播有限公司                                                                              |
| 2008 （第45屆） | 《海角七號》       | 提名                 | 果子電影事業股份有限公司                                                                                                   |
| 2009 （第46屆） | 《不能沒有你》     | 獲獎                 | 光之路電影有限公司 派對園電影有限公司                                                                                      |
| 2010 （第47屆） | 《當愛來的時候》   | 獲獎                 | 張作驥電影工作室有限公司                                                                                                   |
| 2011 （第48屆） | 《賽德克·巴萊》    | 獲獎                 | 果子電影有限公司 中影股份有限公司                                                                                          |
| 2012 （第49屆） | 《女朋友。男朋友》 | 提名                 | 原子映象有限公司 威像電影有限公司 中影股份有限公司 華誼兄弟國際傳媒有限公司 高雄人                                         |
| 2013 （第50屆） | 《一代宗師》       | 提名                 | 春光映畫 銀都機構有限公司                                                                                                  |
| 2014 （第51屆） | 《KANO》           | 提名                 | 果子電影有限公司 |
| 2015 （第52屆） | 《山河故人》       | 提名                 | 上海電影(集團)有限公司 北京西河星匯影業有限公司 MK PRODUCTIONS 北京潤錦投資有限公司 北野武（日本）事務所                   |
| 2016 （第53屆） | 《我不是潘金蓮》   | 提名                 | 北京耀萊文化傳媒有限公司 華誼兄弟傳媒股份有限公司 北京摩天輪文化傳媒有限公司 華誼兄弟電影有限公司 浙江東陽拉美傳媒有限公司 |
| 2017 （第54屆） | 《血觀音》         | 獲獎                 | 中環國際娛樂事業股份有限公司 原子映象有限公司 高雄人 喆學影像製作有限公司                                                  |
| 2018 （第55屆） | 《大象席地而坐》   | 獲獎                 | 楚延華 胡永振 |
| 2019 （第56屆） | 《陽光普照》       | 獲獎                 | 本地風光電影股份有限公司 華文創股份有限公司 捌捌玖電影股份有限公司 鏡文學股份有限公司 聯聯看娛樂文化股份有限公司           |
| 2020 （第57屆） | 《同學麥娜絲》     | 提名                 | 甜蜜生活製作有限公司 華文創股份有限公司                                                                                    |
| 2021 （第58屆） | 《美國女孩》       | 提名                 | 寰亞電影製作有限公司 水花電影股份有限公司 杰威爾音樂有限公司 G.H.Y. Culture & Media (Singapore)                            |
| 2022 （第59屆） | 《智齒》           | 提名                 | 太陽娛樂文化有限公司 |
| 2023 （第60屆） | 《年少日記》       | 提名                 | Roundtable Pictures Limited 香港電影發展基金 創意香港                                                                      |
| 2024 （第61屆） | 《漂亮朋友》       | 提名                 | Blackfin Production |

## 外部連結
- 金馬獎官方網站 （页面存档备份，存于）
- 金馬影展 TGHFF的Facebook專頁
- goldenhorsefilmfestival的Instagram帳戶
- YouTube上的TGHFF頻道
- Taipei Golden Horse的X（前Twitter）